# 2014年ソチオリンピックのウズベキスタン選手団
2014年ソチオリンピックのウズベキスタン選手団（2014ねんソチオリンピックのウズベキスタンせんしゅだん）は、2014年2月7日から23日までロシアのソチで開催されたソチオリンピックウズベキスタン選手団の名簿。

## 選手団
- 人員: 選手 3人
- 開会式旗手: クセニア・グリゴレワ

## アルペンスキー
- アルテム・ヴォロノフ

男子大回転 (67位、3:15.45)
男子回転 (39位、2:10.96)
- クセニア・グリゴレワ

女子大回転 (64位、3:11.54)
女子回転 (途中棄権)

## フィギュアスケート
- ミーシャ・ジー

男子個人 (17位、203.26)